# Miroslav Šebesta
Miroslav Šebesta (* 28. listopadu 1972) je bývalý český fotbalista, útočník.

## Fotbalová kariéra
Odchovanec Pardubic. V lize hrál za FC Union Cheb, FC Slovan Liberec, FK Jablonec a FK Viktoria Žižkov. V lize odehrál 195 utkání a dal 26 gólů.V evropských pohárech nastoupil v 6 utkáních. V lize obsadil dvakrát v letech 2002 a 2003 s Viktorií Žižkov 3. místo.